# Primera División 1972-1973 (Spagna)
La Primera División 1972-1973 è stata la 42ª edizione della massima serie del campionato spagnolo di calcio, disputato tra il 2 settembre 1972 e il 20 maggio 1973 e concluso con la vittoria del Atlético Madrid, al suo settimo titolo.
Capocannoniere del torneo è stato Marianín (Real Oviedo) con 19 reti.

## Stagione
Il campionato fu caratterizzato dalla fuga del Barcellona, primo in solitaria dopo tre giornate. A contrastare i blaugrana furono Real Madrid, Español e Atlético Madrid. Queste ultime due squadre si rivelarono avversarie di maggior caratura, con l'Atlético Madrid che, a quattro giornate dal termine, sorpassò definitivamente il Barcellona assicurandosi il settimo titolo all'ultima giornata, avuta luogo il 20 maggio. Per le tre squadre sconfitte vi fu la qualificazione in Coppa UEFA.
A fondo classifica ebbe luogo una serrata lotta per non retrocedere, che si risolse all'ultima giornata con il Real Betis e il Deportivo La Coruña che furono sorpassate dalle altre pretendenti alla salvezza. Le due squadre accompagnarono in Segunda División il Burgos, da tempo retrocesso.

## Squadre partecipanti
| Squadra             | Stagione | Città                      | Stadio            | Stagione precedente                    |
| ------------------- | -------- | -------------------------- | ----------------- | -------------------------------------- |
| Athletic Bilbao     |          | Bilbao                     | San Mamés         | 9º posto in Primera División           |
| Atlético Madrid     |          | Madrid                     | Manzanares        | 4º posto in Primera División           |
| Barcellona          |          | Barcellona                 | Nou Camp          | 3º posto in Primera División           |
| Real Betis          |          | Siviglia                   | Benito Villamarín | 13º posto in Primera División          |
| Burgos              |          | Burgos                     | El Plantío        | 15º posto in Primera División          |
| Castellón           |          | Castellón de la Plana      | Castalia          | 1º posto in Segunda División, promosso |
| Celta Vigo          |          | Vigo                       | Balaídos          | 10º posto in Primera División          |
| Deportivo La Coruña |          | La Coruña                  | Riazor            | 14º posto in Primera División          |
| Español             |          | Barcellona                 | Sarriá            | 12º posto in Primera División          |
| Granada             |          | Granada                    | Los Cármenes      | 6º posto in Primera División           |
| Las Palmas          |          | Las Palmas de Gran Canaria | Insular           | 5º posto in Primera División           |
| Malaga              |          | Malaga                     | La Rosaleida      | 7º posto in Primera División           |
| Real Madrid         |          | Madrid                     | Santiago Bernabéu | 1º posto in Primera División           |
| Real Oviedo         |          | Oviedo                     | Carlos Tartiere   | 2º posto in Segunda División, promosso |
| Real Saragozza      |          | Saragozza                  | La Romareda       | 3º posto in Segunda División, promosso |
| Real Sociedad       |          | San Sebastián              | Atocha            | 8º posto in Primera División           |
| Sporting Gijón      |          | Gijón                      | El Molinón        | 11º posto in Primera División          |
| Valencia            |          | Valencia                   | Luis Casanova     | 2º posto in Primera División           |

## Allenatori e primatisti
| Squadra         | Allenatore                                       | Calciatore più presente | Cannoniere |
| --------------- | ------------------------------------------------ | ----------------------- | ---------- |
| Athletic Bilbao | Milorad Pavić                                    |                         |            |
| Atlético Madrid | Max Merkel                                       |                         |            |
| Barcellona      | Rinus Michels                                    |                         |            |
| Betis           | Ferenc Szusza                                    |                         |            |
| Burgos          | Román Galarraga (1ª-22ª) Rafael Zamora (22ª-34ª) |                         |            |
| Castellón       | Lucien Muller                                    |                         |            |
| Celta Vigo      | Pedro Dellacha (1ª-28ª) Aretio (28ª-34ª)         |                         |            |
| Deportivo       | Arsenio Iglesias                                 |                         |            |
| Español         | José Santamaría                                  |                         |            |
| Granada         | Bernardino Pérez                                 |                         |            |
| Las Palmas      | Pierre Sinibaldi                                 |                         |            |
| Malaga          | Marcel Domingo                                   |                         |            |
| Real Madrid     | Miguel Muñoz                                     |                         |            |
| Real Oviedo     | Eduardo Roba                                     |                         |            |
| Real Saragozza  | Carriega                                         |                         |            |
| Real Sociedad   | Rafael Iriondo                                   |                         |            |
| Sporting Gijón  | Mariano Moreno                                   |                         |            |
| Valencia        | Alfredo Di Stéfano                               |                         |            |

## Classifica finale
|       | Pos. | Squadra             | Pt | G  | V  | N  | P  | GF | GS | DR  |
| ----- | ---- | ------------------- | -- | -- | -- | -- | -- | -- | -- | --- |
|       | 1.   | Atlético Madrid     | 48 | 34 | 20 | 8  | 6  | 49 | 29 | +20 |
|       | 2.   | Barcellona          | 46 | 34 | 18 | 10 | 6  | 41 | 21 | +20 |
|       | 3.   | Español             | 45 | 34 | 17 | 11 | 6  | 48 | 27 | +21 |
|       | 4.   | Real Madrid         | 43 | 34 | 17 | 9  | 8  | 45 | 29 | +16 |
|       | 5.   | Castellón           | 35 | 34 | 13 | 9  | 12 | 44 | 38 | +6  |
|       | 6.   | Valencia            | 34 | 34 | 12 | 10 | 12 | 37 | 33 | +4  |
|       | 7.   | Real Sociedad       | 34 | 34 | 13 | 8  | 13 | 37 | 39 | -2  |
|       | 8.   | Real Saragozza      | 34 | 34 | 10 | 14 | 10 | 36 | 36 | 0   |
| [ 2 ] | 9.   | Athletic Bilbao     | 33 | 34 | 12 | 9  | 13 | 41 | 38 | +3  |
|       | 10.  | Malaga              | 33 | 34 | 11 | 11 | 12 | 33 | 29 | +4  |
|       | 11.  | Las Palmas          | 31 | 34 | 11 | 9  | 14 | 38 | 44 | -6  |
|       | 12.  | Real Oviedo         | 30 | 34 | 9  | 12 | 13 | 33 | 44 | -11 |
|       | 13.  | Granada             | 29 | 34 | 9  | 11 | 14 | 25 | 32 | -7  |
|       | 14.  | Sporting Gijón      | 29 | 34 | 11 | 7  | 16 | 32 | 37 | -5  |
|       | 15.  | Celta Vigo          | 29 | 34 | 10 | 9  | 15 | 30 | 37 | -7  |
|       | 16.  | Real Betis          | 28 | 34 | 7  | 14 | 13 | 29 | 36 | -7  |
|       | 17.  | Deportivo La Coruña | 27 | 34 | 7  | 13 | 14 | 22 | 44 | -22 |
|       | 18.  | Burgos              | 24 | 34 | 9  | 6  | 19 | 36 | 63 | -27 |

Legenda:
      Campione di Spagna e qualificata in Coppa dei Campioni 1973-1974
      Qualificata in Coppa delle Coppe 1973-1974
      Qualificate in Coppa UEFA 1973-1974
      Retrocesse in Segunda División 1973-1974
Regolamento:
Due punti a vittoria, uno a pareggio, zero a sconfitta.
In caso di arrivo di due o più squadre a pari punti, la graduatoria verrà stilata secondo la classifica avulsa tra le squadre interessate che prevede, in ordine, i seguenti criteri:
- Punti negli scontri diretti.
- Differenza reti negli scontri diretti.
- Differenza reti generale.
- Reti realizzate in generale.

## Risultati

### Tabellone
|                 | ATB  | ATM  | BAR  | BET  | BUR  | CAS  | CEL  | DEP  | ESP  | GRA  | LPA  | MLG  | RMA  | ROV  | RSa  | RSO  | SGI  | VAL  |
| --------------- | ---- | ---- | ---- | ---- | ---- | ---- | ---- | ---- | ---- | ---- | ---- | ---- | ---- | ---- | ---- | ---- | ---- | ---- |
| Athletic Bilbao | –––– | 1-0  | 0-1  | 1-1  | 4-0  | 1-1  | 1-1  | 3-0  | 1-0  | 0-1  | 1-0  | 2-0  | 2-1  | 3-3  | 1-0  | 2-1  | 2-0  | 2-0  |
| Atlético Madrid | 2-1  | –––– | 2-0  | 2-1  | 4-2  | 1-0  | 5-1  | 3-1  | 0-0  | 2-1  | 2-1  | 1-1  | 1-2  | 2-1  | 0-0  | 2-1  | 0-1  | 1-3  |
| Barcellona      | 1-0  | 0-0  | –––– | 2-0  | 2-0  | 3-1  | 2-0  | 3-1  | 0-1  | 3-0  | 3-1  | 0-0  | 1-0  | 3-1  | 1-1  | 1-0  | 3-1  | 0-0  |
| Betis           | 0-0  | 1-0  | 0-2  | –––– | 5-1  | 2-0  | 1-0  | 2-0  | 2-2  | 0-0  | 0-2  | 0-1  | 2-1  | 0-0  | 1-1  | 1-1  | 2-0  | 0-0  |
| Burgos          | 5-1  | 0-1  | 0-0  | 2-1  | –––– | 2-1  | 0-0  | 0-0  | 1-1  | 2-1  | 3-3  | 2-2  | 2-3  | 0-1  | 3-0  | 1-0  | 2-1  | 2-1  |
| Castellón       | 1-4  | 1-1  | 4-0  | 3-1  | 3-1  | –––– | 5-1  | 2-0  | 2-0  | 0-0  | 2-1  | 1-0  | 2-3  | 2-0  | 1-1  | 3-0  | 1-0  | 1-3  |
| Celta Vigo      | 1-0  | 0-1  | 0-0  | 0-0  | 1-0  | 2-0  | –––– | 1-0  | 1-1  | 0-0  | 3-1  | 1-0  | 3-0  | 4-2  | 1-2  | 0-1  | 3-0  | 1-0  |
| Deportivo       | 2-1  | 1-1  | 0-1  | 2-0  | 2-1  | 1-1  | 1-0  | –––– | 0-0  | 0-0  | 2-2  | 1-0  | 0-0  | 1-1  | 0-0  | 1-2  | 2-1  | 1-1  |
| Español         | 0-0  | 2-1  | 1-1  | 2-2  | 2-0  | 1-0  | 4-2  | 2-1  | –––– | 2-1  | 4-0  | 1-0  | 1-0  | 3-0  | 3-1  | 1-1  | 3-0  | 3-0  |
| Granada         | 0-0  | 0-1  | 0-2  | 0-0  | 2-0  | 1-1  | 1-0  | 2-0  | 2-2  | –––– | 1-0  | 2-0  | 1-2  | 4-0  | 0-0  | 2-0  | 1-0  | 1-1  |
| Las Palmas      | 1-0  | 2-2  | 2-1  | 2-0  | 4-1  | 0-1  | 0-0  | 3-0  | 0-2  | 1-0  | –––– | 1-3  | 1-1  | 2-1  | 1-1  | 1-0  | 1-1  | 1-0  |
| Malaga          | 0-0  | 0-1  | 2-1  | 0-0  | 3-0  | 1-1  | 1-0  | 4-1  | 0-1  | 3-0  | 0-1  | –––– | 1-0  | 1-1  | 2-1  | 3-0  | 1-0  | 1-1  |
| Real Madrid     | 3-3  | 0-1  | 0-0  | 1-1  | 2-0  | 2-0  | 1-0  | 0-0  | 1-0  | 2-1  | 2-1  | 2-0  | –––– | 3-0  | 0-0  | 6-1  | 1-0  | 2-1  |
| Real Oviedo     | 2-1  | 0-2  | 0-0  | 0-0  | 1-0  | 0-0  | 0-0  | 0-0  | 1-2  | 3-0  | 3-0  | 0-0  | 1-2  | –––– | 2-0  | 1-1  | 1-0  | 3-1  |
| Real Saragozza  | 3-2  | 1-1  | 0-2  | 3-2  | 2-0  | 0-1  | 2-2  | 5-0  | 1-0  | 2-0  | 1-0  | 1-1  | 0-0  | 3-0  | –––– | 1-1  | 3-1  | 0-1  |
| Real Sociedad   | 1-0  | 0-1  | 2-0  | 2-1  | 5-1  | 0-0  | 1-0  | 2-0  | 4-1  | 1-0  | 1-0  | 1-1  | 1-1  | 1-2  | 3-0  | –––– | 0-0  | 2-1  |
| Sporting Gijón  | 2-0  | 2-3  | 1-1  | 1-0  | 1-2  | 1-0  | 3-1  | 0-0  | 0-0  | 2-0  | 2-2  | 2-0  | 1-0  | 1-0  | 3-0  | 3-0  | –––– | 1-1  |
| Valencia        | 4-1  | 1-2  | 0-1  | 2-0  | 3-0  | 4-2  | 1-0  | 0-1  | 1-0  | 0-0  | 0-0  | 2-1  | 0-1  | 2-2  | 0-0  | 1-0  | 1-0  | –––– |

## Statistiche

### Squadre

#### Capoliste solitarie
|    | —— | ——         | ——         | ——         | ——         | ——         | ——         | ——         | ——         | ——         | ——         | ——         | ——         | ——  | ——         | ——         | ——         | ——         | ——         | ——         | ——         | ——  | ——  | ——  | ——  | ——  | ——  | ——  | ——              | ——              | ——              | ——              | ——              | —— |  |
|    |    | Barcellona | Barcellona | Barcellona | Barcellona | Barcellona | Barcellona | Barcellona | Barcellona | Barcellona | Barcellona | Barcellona | Barcellona |     | Barcellona | Barcellona | Barcellona | Barcellona | Barcellona | Barcellona | Barcellona |     |     | Bar |     | Bar |     |     | Atlético Madrid | Atlético Madrid | Atlético Madrid | Atlético Madrid | Atlético Madrid |    |  |
|    |    |            |            |            |            |            |            |            |            |            |            |            |            |     |            |            |            |            |            |            |            |     |     |     |     |     |     |     |                 |                 |                 |                 |                 |    |  |
|    |    |            |            |            |            |            |            |            |            |            |            |            |            |     |            |            |            |            |            |            |            |     |     |     |     |     |     |     |                 |                 |                 |                 |                 |    |  |
| 1ª | 2ª | 3ª         | 4ª         | 5ª         | 6ª         | 7ª         | 8ª         | 9ª         | 10ª        | 11ª        | 12ª        | 13ª        | 14ª        | 15ª | 16ª        | 17ª        | 18ª        | 19ª        | 20ª        | 21ª        | 22ª        | 23ª | 24ª | 25ª | 26ª | 27ª | 28ª | 29ª | 30ª             | 31ª             | 32ª             | 33ª             | 34ª             |    |  |

#### Primati stagionali
- Maggior numero di vittorie: Atlético Madrid (20)
- Minor numero di sconfitte: Barcellona e Atlético Madrid e Español (6)
- Migliore attacco: Atlético Madrid (49 reti segnate)
- Miglior difesa: Barcellona (21 reti subite)
- Miglior differenza reti: Español (+21)
- Maggior numero di pareggi: Real Saragozza e Betis (14)
- Minor numero di pareggi: Burgos (6)
- Maggior numero di sconfitte: Burgos (19)
- Minor numero di vittorie: Betis e Deportivo (7)
- Peggior attacco: Deportivo (22 reti segnate)
- Peggior difesa: Burgos (63 reti subite)
- Peggior differenza reti: Burgos (-27)

### Individuali

#### Classifica marcatori
Fonte:
| Gol |  |  | Giocatore             | Squadra         |
| --- |  |  | --------------------- | --------------- |
| 19  |  |  | Marianín              | Real Oviedo     |
| 16  |  |  | Luis Aragonés         | Atlético Madrid |
| 14  |  |  | Juan Roberto Martínez | Español         |
| 13  |  |  | Juan María Amiano     | Español         |
| 13  |  |  | Germán Dévora         | Las Palmas      |